# Список пірамід Лепсіуса
Список пірамід Лепсіуса — перший сучасний перелік пірамід, який склав у 1842 році прусський (німецький) єгиптолог Карл Ричард Лепсіус. В ньому нараховується 67 пірамід. Низка пірамід названо іменем Лепсіуса.
| Номер   | Місце            | Назва                                           | Коментарі | Зображення |
| ------- | ---------------- | ----------------------------------------------- | --- | ---------- |
| I       | Абу-Раваш        | Піраміда № 1 Лепсіуса                           | |            |
| II      | Абу-Раваш        | Піраміда Джедефри                               | Спочатку вважалося, що ця піраміда ніколи не була завершена, але натепер археологічний консенсус зійшовся на думці про те, що вона була не тільки завершена, але і що ця піраміда була майже такого ж розміру, як і піраміда Мікерина                                                                  |            |
| III     | Абу-Раваш        | Святилище піраміди Джедефри                     | Дотепер не вивчена. Значна частина пограбована й частково зруйнована. |            |
| IV      | Гіза             | Піраміда Хеопса («Велика піраміда»)             | |            |
| V       | Гіза             | Піраміда G1-a                                   | Піраміда-супутник піраміди Хеопса |            |
| VI      | Гіза             | Піраміда G1-b                                   | Піраміда-супутник піраміди Хеопса |            |
| VII     | Гіза             | Піраміда G1-c                                   | Піраміда-супутник піраміди Хеопса |            |
| VIII    | Гіза             | Піраміда Хефрена                                | Зберегла частину свого первісного облицювання з полірованого вапняку поблизу своєї вершини. Ця піраміда здається більше, ніж сусідня піраміда Хеопса внаслідок свого знаходження на більш піднесеної місцевості й більш крутого кута нахилу її боків, будучи, проте, меншою за своєю висотою і обсягом |            |
| IX      | Гіза             | Піраміда Мікерина                               | |            |
| X       | Гіза             | Піраміда G3-c                                   | |            |
| XI      | Гіза             | Піраміда G3-b                                   | |            |
| XII     | Гіза             | Піраміда G3-a                                   | |            |
| XIII    | Завієт-ель-Еріан | Піраміда Бака (піраміда Небка)                  | Знана також як Північна піраміда в Завієт-ель-Еріан. Зведено близько 2530 року до н. е. |            |
| XIV     | Завієт-ель-Еріан | Піраміда Лайєра («Кругла піраміда» Хаби)        | Короткочасне перебування Хаба на троні як фараона швидше за все пояснює передчасне усічення ступінчастої піраміди. Сьогодні її висота становить близько 20 м. Якби вона була завершена, то ймовірно перевищила 40 м                                                                                    |            |
| XV      | Абу Гораб        | Сонячний храм Ніусерра                          | |            |
| XVI     | Абусір           | Піраміда з цегли                                | |            |
| XVII    | Абусір           | Храм Сонця Усеркафа                             | |            |
| XVIII   | Абусір           | Піраміда Сахура                                 | |            |
| XIX     | Абусір           | Мастаба чаті Птахшепсеса                        | |            |
| XX      | Абусір           | Піраміда Ніусерра                               | |            |
| XXI     | Абусір           | Піраміда Неферіркара                            | Найбільша з пірамід Абусіра. Була побудована спочатку як ступінчаста піраміда заввишки близько 70 м, а потім була перебудована в «справжню» піраміду, оскільки її ступені були заповнені пухкою кладкою                                                                                                |            |
| XXII    | Абусір           | Мала піраміда-супутник                          | |            |
| XXIII   | Абусір           | Мала піраміда-супутник                          | |            |
| XXIV    | Абусір           | XXIV Піраміда Лепсіуса                          | Зведена для дружини фараона Нуісерра-Іні (V династія) |            |
| XXV     | Абусір           | XXV Піраміда Лепсіуса                           | Подвійна піраміда для дружини Нуісерра-Іні |            |
| XXVI    | Абусір           | Піраміда Неферефри                              | |            |
| XXVII   | Абусір           | Зруйнований комплекс                            | |            |
| XXVIII  | Абусір           | Піраміда Шепсескара (Незавершена піраміда)      | |            |
| XXIX    | Саккара          | XXIX Піраміда Лепсіуса («Піраміда Мерікаре II») | Лепсіус називав її «безголовою». Розташування було втрачено в новітній час, будову було занесено піском прилеглої пустелі після проведення досліджень Лепсіуса. Лише у 2008 році воно було знову знайдено під час проведення археологічних робіт.                                                      |            |
| XXX     | Саккара          | Піраміда Теті                                   | |            |
| XXXI    | Саккара          | Піраміда Усеркафа                               | |            |
| XXXII   | Саккара          | Піраміда Джосера                                | |            |
| XXXIII  | Саккара          | Північний будинок Джосера                       | |            |
| XXXIV   | Саккара          | Південний будинок Джосера                       | |            |
| XXXV    | Саккара          | Піраміда Уніса                                  | |            |
| XXXVI   | Саккара          | Піраміда Пепі I                                 | |            |
| XXXVII  | Саккара          | Піраміда Джедкара                               | |            |
| XXXVIII | Саккара          | Піраміда-супутник біля піраміди Джедкара        | |            |
| XXXIX   | Саккара          | Піраміда Меренра I                              | |            |
| XL      | Саккара          | Піраміда Ібі                                    | |            |
| XLI     | Саккара          | Піраміда Пепі II                                | |            |
| XLII    | Саккара          | Святилище поруч з пірамідою Пепі II             | |            |
| XLIII   | Саккара          | Мастаба Шепсескарфа (мастаба фараона)           | |            |
| XLIV    | Саккара          | Піраміда Хендхер                                | |            |
| XLV     | Саккара          | Піраміда-супутник піраміди Хендхер              | |            |
| XLVI    | Саккара          | Південна піраміда на півдні Саккари             | |            |
| XLVII   | Дахшур           | Піраміда Сенусерта III                          | |            |
| XLVIII  | Дахшур           | Мастаба                                         | |            |
| XLIX    | Дахшур           | Рожева піраміда                                 | Найбільша з пірамід Дахшура |            |
| L       | Дахшур           | Піраміда № 50 Лепсіуса                          | |            |
| LI      | Дахшур           | Піраміда Аменемхета II («Біла піраміда»)        | |            |
| LII     | Дахшур           | Зруйнований храм біля піраміди Аменемхета II    | |            |
| LII     | Дахшур           | Зруйнований храм біля піраміди Аменемхета II    | |            |
| LIV     | Дахшур           | Нез'ясована пам'ятка                            | |            |
| LV      | Дахшур           | Мастаба чаті Сісе                               | Будова часів XII династії |            |
| LVI     | Дахшур           | Ламана піраміда                                 | Єдина велика єгипетська піраміда, яка зберегла значну частину своєї зовнішньої облицювання з відполірованого вапняку. Створено в період IV династії |            |
| LVII    | Дахшур           | Мала піраміда біля Ламаної піраміди             | |            |
| LVIII   | Дахшур           | Піраміда Аменемхета III («Темна піраміда»)      | |            |
| LVIX    | Дахшур           | Північна піраміда в Мазгуна                     | Створена з сирцевої цегли |            |
| LX      | Ель-Лішт         | Піраміда Аменемхета I                           | |            |
| LXI     | Ель-Лішт         | Піраміда Сенусерта I                            | |            |
| LXII    | Ель-Лішт         | Мастаба (невідомої особи)                       | |            |
| LXIII   | Ель-Лішт         | Мастаба Сенусертанха                            | |            |
| LXIV    | Ель-Лішт         | Мастаба чаті Сенусерта                          | |            |
| LXV     | Мейдум           | Піраміда в Мейдумі                              | Піраміда була побудована спочатку як ступінчаста, а потім була перетворена в «справжню» піраміду: ступені були заповнені щебенем і поверх них була покладено зовнішнє облицювання |            |
| LXVI    | Ель-Лахун        | Піраміда Сенусерта II                           | Є найпівденнішій царською гробницею-пірамідою в Єгипті. Її будівельники заощадили на обсязі робіт, необхідних для повного зведення, замість основи наявний тут 12-метровий природний пагорб |            |
| LXVII   | Хавара           | Піраміда в Хаварі                               | Зведено в час панування фараона Аменемхета III |            |